# مدار مجتمع خطی
مدار مجتمع خطی (linear integrated circuit) یا تراشه آنالوگ، مجموعه‌ای از مدارهای آنالوگ الکترونیکی مینیاتوری است که روی یک تکه از موادنیم‌رسانا تشکیل شده‌است.

## شرح
ولتاژ و جریان در نقاط مشخص شده در مدارات تراشه‌های آنالوگ به‌طور مداوم با گذشت زمان تغییر می‌کند. در مقابل، تراشه‌های دیجیتال فقط در سطح گسسته از ولتاژ یا جریان ایجاد و استفاده می‌کنند و مقادیر میانی ندارند. علاوه بر ترانزیستورها، تراشه‌های آنالوگ اغلب تعداد بیشتری از عناصر غیرفعال (خازنها، مقاومتها و سلفها) نسبت به تراشه‌های دیجیتال را در خود جای می‌دهند. از سلف‌ها به‌دلیل اندازه زیادشان اغلب از آن اجتناب می‌شود و ترانزیستورها و خازن‌ها در کنار هم می‌توانند کار سلف‌ها را انجام دهند.
تراشه‌های آنالوگ همچنین ممکن است حاوی عناصر منطقیِ دیجیتالی برای جایگزینی برخی از کارکردهای آنالوگ باشد، یا اینکه به تراشه امکان ارتباط با ریزپردازنده را می‌دهد. به همین دلیل و از آنجا که مدارهای منطقی معمولاً با استفاده از فناوری سیماس پیاده‌سازی می‌شود، این تراشه‌ها از فرایندهای دوقطبی-سی‌ماس توسط کمپانی‌هایی مانند: فری‌اسکیل، تگزاس اینسترومنتس اس‌تی‌مایکروالکترونیکس و دیگران استفاده می‌کنند. این به عنوان پردازش سیگنال مختلط شناخته شده‌است و به یک طراح اجازه می‌دهد تا عملکردهای بیشتری را در تراشه درج کند. برخی از مزایای آن شامل حفاظت از بار، کاهش تعداد قطعات و قابلیت اطمینان بیشتر است.
تراشه‌های آنالوگ خالص در پردازش اطلاعات بیشتر با تراشه‌های دیجیتال جایگزین شده‌اند. تراشه‌های آنالوگ هنوز برای سیگنال‌های باندپهن، کاربردهای پر توان و رابط‌های مبدل مورد نیاز است. تحقیقات و صنعت در این زمینه به رشد و پیشرفت خود ادامه می‌دهد. برخی از نمونه‌های تراشه‌های آنالوگ که دارای عمر دراز و شناخته شده‌اند، تقویت‌کننده عملیاتی ۷۴۱ و تراشه زمان‌سنج ۵۵۵ هستند.
تراشه‌های منبع تغذیه همچنین از تراشه‌های آنالوگ به حساب می‌آیند. هدف اصلی آن‌ها تولید ولتاژ خروجی به‌خوبی تنظیم شده برای سایر تراشه‌های موجود در سیستم است. از آن‌جا که کلیه سامانه‌های الکترونیکی به تغذیه نیاز دارند، آی‌سی‌های  پی‌ام‌آی‌سیهای منبع تغذیه عناصر مهم آن سیستم‌ها هستند.
بلوک‌های اساسی ساختاری مهم در طراحی تراشه‌های آنالوگ شامل موارد زیر است:
- منبع جریان
- آینه جریان
- تقویت‌کننده تفاضلی
- مرجع ولتاژ، ولتاژ مرجع شکاف‌باند

تمام بلوک‌های ساخت مدار بالا با استفاده از فناوری دو قطبی و همچنین فناوری فلز-اکسید-سیلیکون (ماس) قابل اجرا هستند. مرجع‌ها شکاف باند ماس برای عملکرد خود از ترانزیستورهای دو قطبی افقی (ضعیف) استفاده می‌کنند.
افرادی که در این زمینه تخصص دارند عبارتند از:  باب ویدلار،  باب پیز،  هانس کامنزینت،  جورج ادی و بری گیلبرت در میان دیگران.